# Гаетано Пуньяні
Гаетано Пуньяні (італ. Gaetano Pugnani), або Джуліо Гаетано Джероламо Пуньяні (італ. Giulio Gaetano Gerolamo Pugnani; 27 листопада 1731 року, Турин, Королівство Сардинія — 15 липня 1798 року, там само) — італійський композитор і скрипаль.

## Біографія
Джуліо Гаетано Джероламо Пуньяні народився 27 листопада 1731 року в Турині, в королівстві Сардинія. Більшу частину свого життя він провів у рідному місті. 
Першими вчителями музики майбутнього композитора і музиканта були Джованні Баттіста Соміс і Джузеппе Тартіні. У 10 років він вже грав в оркестрі театру при дворі королів Сардинії в Турині. Ставши одним з придворних Його величності, короля Сардинії, Гаетано Пуньяні був відправлений до Риму, де продовжив освіту. Завершивши навчання в 1752 році, повернувся на батьківщину і став першою скрипкою в капелі королів Сардинії. Закордонні турне Францією в 1754 році і Великою Британію в 1769 році здобули йому популярність віртуозного скрипаля. 
Широку популярність і глядацький успіх мали його концерти для скрипки в концертному залі «Консерт Спірітуель» (фр. Concert Spirituel) в Парижі, які в подальшому стали називатися «Духовні концерти» (італ. Concerti Spirituali). У Лондоні композитор отримав місце концертмейстера оркестру в театрі Італійської опери. Тут ним була написана і поставлена перша опера «Нанетта і Любіно» (італ. Nanetta e Lubino). Однак його популярність як композитора поступалася славі скрипаля і диригента. 
Після завершення європейського турне, в 1770 році, він був призначений капельмейстером в капелі королів Сардинії. Поряд з цим композитор займався педагогічною діяльністю. У Турині Гаетано Пуньяні заснував школу гри на скрипці та диригування. Його учнями були Антоніо Бартоломео Бруні і Джованні Баттіста Віотті. 
У 1780-1781 роках він здійснив останнє турне Європою, цього разу відвідавши з концертами Німеччину і Росію. Композитора супроводжував його учень Віотті. 
Джуліо Гаетано Джероламо Пуньяні помер в Турині 15 липня 1798 року. 

## Творча спадщина
На думку критиків, музика Гаетано Пуньяні поєднує риси двох національних музичних стилів: італійського та німецького. Творча спадщина композитора включає 8 опер, 1 ораторію, кантати, 10 увертюр, 9 концертів для скрипки, камерно-інструментальні ансамблі - 18 сонат для скрипки з басом, 6 сонат для клавесина в супроводі скрипки, дуети для скрипки, численні струнні тріо, 6 струнних квартетів, 6 квінтетів для 2 скрипок, 2 флейт і віолончелі, 12 октетів-симфоній для струнних та духових інструментів, вокальні твори. 
На початку ХХ сторіччя під ім'ям Пуньяні були опубліковані два коротких твори для скрипки в супроводі фортепіано - «Прелюдія і Алегро» і «В темпі менуету», першим виконавцем яких був Фріц Крейслер. Однак в 1935 році Крейслер зізнався, що публікація цих творів була містифікацією і що він сам є їх автором. 
В кінці XX - початку XXI сторіччя, після майже двохсотлітнього забуття, твори Гаетано Пуньяні знову набули популярності серед виконавців.